# Le Journal (série télévisée)
Pour les articles homonymes, voir Le Journal.
Le Journal est une série télévisée française en six épisodes de 52 minutes réalisée par Philippe Lefebvre, diffusée à partir du 23 novembre 1979.

## Synopsis
À Paris, un matin d'octobre, Florence Chéreau est enlevée sur le parking d'un supermarché. Un vigile de l'établissement est sauvagement abattu dans l'affaire. "Le Journal", quotidien parisien à fort tirage, se doit de traiter l'événement. C'est à Martin Clébert qu'incombe cette tâche. Tandis que tout le monde s'interroge sur les mobiles des ravisseurs (Florence est une employée modeste sans fortune), Clébert découvre rapidement que la personnalité de Florence n'est pas si banale.

## Distribution
- Philippe Léotard : Clébert
- Alain Cuny : Wilchaint
- Béatrice Agenin : Françoise
- François Cluzet : Hubert
- André Falcon : Bonvoisin
- François Perrot : Roederer
- Yves Beneyton : Paul
- Roland Bertin : Boucherat
- Raphaël Delpard : Walters
- Jean-Claude Dreyfus : Noël
- Geneviève Mnich : Christine
- Pierre Forget : Coulanger
- Jean Benguigui : Zanucci
- Robert Murzeau : Nicolaiev
- Victor Garrivier : le père